# Blang Uyok
Blang Uyok is een bestuurslaag in het regentschap Aceh Timur van de provincie Atjeh, Indonesië. Blang Uyok telt 1414 inwoners (volkstelling 2010).